# Chie Nakane
Chie Nakane (中根 千枝, Nakane Chie), née le 30 novembre 1926 à Tokyo et morte le 12 octobre 2021 dans la même ville, est une anthropologue, aujourd'hui professeur émérite de l'université de Tokyo. Sa spécialité est l'organisation de la société de l'Inde, du Tibet et du Japon. Chie Nakane est la première femme à avoir reçu un poste de professeur à l'université de Tokyo et s'est vu décerner le Bunkakunshō (文化勲章) ou « Ordre de la Culture ». Elle est également membre honoraire de l'Association anthropologique et ethnologique de Grande-Bretagne et de l'Association internationale d'anthropologie d'ethnologie.
Elle est diplômée de l'école technique préparatoire Tsuda et de l'université de Tokyo, et a également étudié à l'université de Londres.
Son ouvrage de 1967, Tate-shakai no Ningen-kankei (タテ社会の人間関係, « Relations humaines dans une société verticale ») est un succès d'édition vendu à plus d'un million d'exemplaires (1 120 000 au Japon en mars 2005) et traduit en treize langues.
Elle fait partie des principaux représentants du discours du « Nihonjinron » (日本人論), ensemble de thèses prônant le caractère unique du Japon et du peuple japonais, qui échapperait à toute comparaison avec ses homologues étrangers, voire à toute compréhension par les non-Japonais, et qui met l'accent sur le caractère homogène, racial, du peuple japonais. « Les Japonais » sont en effet considérés par les tenants de ce discours comme un vaste bloc indivisible et unique, dans lequel le conflit et le débat contradictoire serait inexistant. Cette vision a été critiquée par de nombreux sociologues et historiens, comme Jean-Marie Bouissou (voir L'Envers du consensus) par exemple ou encore par l'historien japonais Amino Yoshihiko qui se propose de déconstruire les mythes liés au Nihonjinron (notamment dans son ouvrage Qu'est-ce que le Japon, 日本とは何か, non traduit en français). Ils affirment tous deux dans leurs ouvrages respectifs qu'il convient de se méfier de toute analyse fondée sur le postulat de la spécificité, ou même de l'unicité, du peuple japonais par rapport aux autres peuples. Oguma Eiji également, dans une étude volumineuse, met l'accent sur le caractère erroné de la vision d'un peuple japonais « homogène » dans son livre, traduit en anglais, Les Origines du mythe de la Nation homogène (単一民族神話の起源).

## Biographie
- 1947 Diplômée de l'École technique préparatoire Tsuda
- 1947 Intègre l'université de Tokyo dans la filière « Histoire Orientale »
- 1952 Rejoint l'Institut de recherche des civilisations orientales de l'université de Tokyo en tant qu'assistante
- 1970 Devient professeur de l'Institut de recherche des civilisations orientales de l'université de Tokyo, dont elle prend la direction en 1980
- 1987 Dirige l'Assemblée pour la promotion de l'ethnologie (qui sera dissoute en 1999). Gagne le prix de la fondation d'échange international.
- 1988 Gagne la médaille d'or de l'union ethnologue en anthropologie internationale
- 1990 Reçoit le Shijuhōshō (紫綬褒章, distinction du ruban pourpre)
- 1991 Reçoit le prix de la culture asiatique de Fukuoka
- 1993 Nommée Bunkakōrōsha (文化功労者, personne qui a rendu de grands services sur le plan culturel)
- 1998 Reçoit le Kun Ni-tō Hōkanshō (勲二等宝冠章, Ordre de la couronne sacrée de seconde classe)
- 2001 Reçoit le Bunkakunshō (文化勲章, Ordre de la Culture)
- 2002 Fonde le Tōkyō Jogakkan Daigaku (東京女学館大学, Université privée féminine de Tokyo) dont elle assure la direction.

## Œuvres
- 1967 : Tate-shakai no Ningen Kankei: Tan'itsu-shakai no Riron. La version anglaise paru en 1970 sous le titre de Personal Relations in a Vertical Society: A theory of Homogeneus Society
- 1970 : La Société japonaise. En anglais : Japanese Society  (ISBN 0-520-02154-1). La version française est apparue en 1974 aux éditions Armand Colin
- 1978 : The Dynamics of a Vertical-structured Society.